# Work (canção de Iggy Azalea)
"Work" é uma canção da rapper australiana Iggy Azalea, contida em seu álbum de estreia The New Classic (2014). Foi composta pela própria juntamente a The Invisible Men, Trocon Markous Roberts e Natalie Sims, sendo produzida pelo primeiro juntamente a 1st Down of FKi. A sua gravação ocorreu entre dezembro de 2012 e janeiro de 2013 nos estúdios Rockfield Studios e Monnow Valley Studios, ambos localizados no País de Gales, sendo desenvolvida por Azalea como uma das três primeiras canções para o disco. Ela escreveu-a com intenções de inspiração e motivação para retratar a história de sua vida. A faixa foi lançada digitalmente na iTunes Store de diversos países em 17 de março de 2013, servindo como o single de estreia da carreira de Azalea. Mais tarde, foi comercializado um extended play (EP) digital e um pacote de remixes da música.
Musicalmente, "Work" é uma canção derivada do snap e do trap com influências do EDM na qual Azalea apresenta uma entrega staccato em ritmo duplo, através de uma obscura batida de baladas. O seu arranjo musical é constituído por vocais, bateria e teclado. Liricamente autobiográfica, trata sobre a ética de trabalho de Azalea e sua mudança de Mullumbiby, Nova Gales do Sul, para Miami, como no refrão: ("Sem dinheiro / Sem família / Dezesseis anos largada no meio de Miami). Suas letras foram comparadas com "Started from the Bottom", do rapper canadense Drake, e o filme 8 Mile (2002).
"Work" recebeu análises positivas da mídia especializada, a qual prezou seu conteúdo lírico, sua composição e o vocal de Azalea, sendo reconhecida como uma das melhores canções lançadas em 2013. Obteve um desempenho comercial positivo e converteu-se no avanço de Azalea para o sucesso mainstream. Atingiu as vinte melhores posições das tabelas da Bélgica, da Escócia e do Reino Unido, classificando-se na terceira colocação do periódico UK R&B Singles Chart. Nos Estados Unidos, embora tenha conquistado a 54ª colocação como melhor na Billboard Hot 100, recebeu um certificado de platina pela Recording Industry Association of America (RIAA), denotando vendas de um milhão de unidades no país.
O vídeo musical correspondente foi dirigido pela dupla francesa Jonas & François e estreou na plataforma de vídeos Vevo em 13 de março de 2013. Inspirada por diversos filmes, a trama retrata o caminho biográfico de Azalea desde sua vida normal até as ruas de Hollywood, apresentando cenas nas quais ela faz as danças twerk e lap dance. A produção recebeu análises positivas de críticos musicais, que prezaram seus figurinos, seu roteiro e as habilidades de dança da artista, e foi indicado em uma categoria nos MTV Video Music Awards de 2013. Como forma de divulgação, Azalea apresentou "Work" em diversos festivais, programas televisivos e como um ato de abertura em turnês de Rita Ora, Nas e Beyoncé. Além disso, ela incluiu-a no repertório de sua digressão The New Classic Tour (2014). A canção foi regravada por artistas como Selena Gomez e Jon Lilygreen, e recebeu um remix com o rapper estadunidense Wale.

## Antecedentes
No final de janeiro de 2013, Azalea performou "Work" ao vivo pela primeira vez durante a abertura da Radioactive Tour, da cantora Rita Ora, no Reino Unido. Desde então, ela continuou tocando a música em todos os seus shows ao vivo. Produzido por The Invisible Men e 1st Down from Mad Decent affiliates FKi, é uma moderada canção trap-meets-snap sobre o peculiar amadurecimento de Azalea, uma modelo que veio para a América em sua adolescência, antes de tentar a sua sorte no hip hop.

## Recepção da crítica
Digital Spy deu quatro de cinco estrelas a canção, elogiando a "arrebatadora introdução de piano" e seu "saltitante refrão de hip-hop", bem como compararou o single com as músicas de Lana Del Rey, Kesha e Lady Gaga, dizendo que a música tem a "arrogância de Lana, a travessura de Ke$ha e a coragem de GaGa".

## Videoclipe
O videoclipe da música foi filmado na última semana de fevereiro de 2013 e estreou em 13 de março de 2013, no VEVO. Azalea afirmou que teve como inspiração os filmes Fear and Loathing in Las Vegas e The Adventures of Priscilla, Queen of the Desert e Death Proof, de Quentin Tarantino e o videoclipe de B.O.B, da dupla americana Outkast.

## Remixes
A gravadora Mercury Records anunciou em fevereiro o lançamento do EP de remixes da canção, sendo lançado oficialmente em 7 de abril de 2013. Em março de 2013, o primeiro remix oficial de Jacob Plant foi publicado on-line.

## Lista de faixas
- Download digital

1. "Work" – 3:43

- Remixes EP[8]

1. "Work" – 3:43
2. "Work (Radio Edit)" – 3:42
3. "Work (Jacob Plant Remix)" - 3:17
4. "Work (BURNS Purple Rain Version)" - 5:21
5. "Work (Instrumental)" - 3:40

## Desempenho nas tabelas musicais
| Tabela musical (2013)            | Melhor posição |
| -------------------------------- | -------------- |
| Australia (ARIA)                 | 88             |
| Australian Urban (ARIA)          | 10             |
| Irlanda (IRMA)                   | 42             |
| Escócia (Scottish Singles Chart) | 18             |
| Reino Unido (UK Singles Chart)   | 17             |
| Reino Unido (OCC UK R&B)         | 3              |

## Histórico de lançamento
| País           | Data                | Formato                     |
| -------------- | ------------------- | --------------------------- |
| Reino Unido    | 17 de março de 2013 | Download digital            |
| Europa         | 18 de março de 2013 | Download digital            |
| Estados Unidos | 19 de março de 2013 | Download digital            |
| Mundo          | 7 de abril de 2013  | Remixes EP                  |
| Estados Unidos | 25 de junho 2013    | Rhythmic contemporary rádio |